# Тіс-Исат
11°29′26″ пн. ш. 37°35′16″ сх. д. / 11.4905° пн. ш. 37.5878° сх. д.
Тіс-Исат (амх. ጥስ እሳት; Тис-Аббай, Водоспади Блакитного Ніла) — каскад водоспадів на річці Блакитний Ніл в регіоні Амхара, Ефіопія.
У перекладі з амхарської назва означає «димна вода».
Розташований біля села Тіс-Абай, за 30 км на південний схід від міста Бахр-Дар і озера Тана.
Водоспади є каскадом, що складається з великого верхнього водоспаду, і декількох маленьких, розташованих нижче.
Висота водоспадів коливається від 37 до 45 м, а ширина від 100 до 400 м, залежно від пори року та кількості опадів.

До 1960-х років водоспад був більш потужним, але тепер частина води з Блакитного Нілу надходить штучними каналами, розташованими вище водоспаду, на дві гідроелектростанції (ГЕС Тіс-Абай I та ГЕС Тіс-Абай II).
Над водоспадом часто утворюється веселка.
Це місце приваблює численних іноземних туристів.

Дещо нижче водоспаду річка протікає в глибокій ущелині, через яку перекинуть найстаріший в Ефіопії кам'яний міст, збудований португальськими місіонерами в 1626 році.